# Эвмен (сын Аттала)
Эвмен (др.-греч. Εὐμένης, III век до н. э.) — предводитель восставших наёмников, возможно, происходивший из правящего в Пергаме рода Атталидов.
Исследователи Ф. Ф. Соколов и В. Дитгенбергер предположили, что Эвмен, сын Аттала, мог быть родным братом Аттала I Сотера, а М. Франкель считал его сыном брата Филетера Аттала, то есть двоюродным братом Эвмена I.
Во время правления Эвмена I произошёл продолжавшийся около четырёх месяцев мятеж наёмников, размещённых в крепостях Атталии и Филетерии. По мнению Р. Аллена, это выступление произошло до битвы Эвмена I с селевкидским царём Антиохом I у Сард, в котором сирийская армия потерпела сокрушительное поражение, то есть между 263 и 261 годами до н. э. Как считают О. Л. Габелко и О. Ю. Климов, причиной этого конфликта, произошедшего в 262 году до н. э., могло послужить нежелание пергамских солдат воевать с Антиохом «как законным сувереном». Эвмен был одним из командиров восставших. По предположению Климова, очевидно, сын Аттала хотел использовать мятеж в своих личных целях.
Эвмен I был вынужден пойти на уступки и согласиться с основными требованиями наёмников. В итоге между правителем Пергама и воинами был заключен скреплённый клятвами сторон письменный договор, в котором были упорядочены условия службы.